# Andrea Segrè
Andrea Segrè (Trieste, 5 febbraio 1961) è un agronomo ed economista italiano, professore di Economia circolare e politiche per lo sviluppo sostenibile presso l'Università di Bologna.

## Biografia
Laureato in Scienze Agrarie all’Università di Bologna, Master of Science in Politiques Agricoles et Administration du Développement presso Institut Agronomique Méditerranéen di Montpellier e Dottorato di Ricerca in Economia e Politica agraria e visiting fellow presso il Department of Agricultural Economics della Cornell University. Dopo essersi interessato all'analisi dei modelli di consumo e dei sistemi agroalimentari nelle economie occidentali, si è occupato dei processi di transizione dall'economia pianificata a quella di mercato nei paesi dell'ex socialismo reale, ricerca nella quale ha svolto un ruolo da capofila.
Ha effettuato numerose missioni sul campo nei Paesi dell'Europa centro-orientale e balcanica e nelle ex Repubbliche Sovietiche per conto del Ministero degli Affari Esteri e di diverse Organizzazioni internazionali governative: dal 1990 al 1999, ha rappresentato l'Italia presso l'OCSE a Parigi nel Gruppo ad hoc sulle relazioni Est-Ovest in agricoltura. Negli anni si è concentrato sull'analisi critica del sistema degli aiuti pubblici nella cooperazione internazionale, come ne “I signori della transizione” (Stampa alternativa 1999) e “Il laboratorio albanese” (Besa 1999). Dal 2004 al 2009 è stato presidente del Centro per l'Europa Centro Orientale e Balcanica di Forlì.
Dal 2005 al 2012 è stato preside della Facoltà di Agraria dell'Università di Bologna, nel 2012 è stato eletto direttore del Dipartimento di Scienze e Tecnologie Agro-alimentari, incarico che ha tenuto fino alla nomina nel 2015 di presidente della Fondazione Edmund Mach-Istituto Agrario San Michele all'Adige, Trento.
Presidente del Centro Agroalimentare di Bologna dal 2012 al 2022 (www.caab.it), attualmente è consigliere speciale del Sindaco di Bologna per le politiche alimentari urbane e metropolitane- ruolo che gli ha permesso di chiedere, per rispondere alla crescente povertà alimentare, il riconoscimento della cittadinanza alimentare, lo ius cibi (diritto al cibo) ovvero il diritto fondamentale ad un’alimentazione adeguata, sufficiente, sana, sostenibile, culturalmente accettabile. 
Nel saggio "La spesa nel carrello degli altri. L'Italia e l'impoverimento alimentare" (con I. Pertot), ha definito per la prima volta l’"impoverimento alimentare": una condizione alimentare squilibrata di natura varia e complessa che porta impatti negativi sulla salute, l’ambiente e l'economia. Il fenomeno non riguarda solo chi è in difficoltà economica, ma anche individui con buone disponibilità finanziarie. 

### Campagna Spreco Zero
Nel 1998 ha ideato il progetto di ricerca Last Minute Market - evoluto in associazione e cooperativa, poi spin off accademico dell’Università di Bologna (2007), infine impresa sociale e spin off accreditato (2017) - diventato iniziativa di riferimento nazionale ed europea per la prevenzione e il recupero a fini solidali dello spreco alimentare e non alimentare.
La promozione di iniziative per contrastare lo spreco gli ha permesso di "indossare le vesti" di pioniere in questo campo, come è stato definito in molti servizi televisivi, radiofonici, articoli di giornali e riviste nonché in diversi libri e riconoscimenti.
Nel 2010 ha ideato la campagna europea di sensibilizzazione “Un anno contro lo spreco” – oggi Campagna Spreco Zero – che si identifica con un vasto movimento di impegno per la riduzione e la prevenzione dello spreco alimentare, iniziata con la presentazione alla Commissione Agricoltura e Sviluppo Rurale del Parlamento Europeo della “Dichiarazione congiunta contro lo spreco alimentare” ripresa nei suoi punti portanti dal Rapporto di iniziativa del PE approvato il 19 gennaio 2012 con l’obiettivo di ridurre del 50% lo spreco di cibo negli Stati membri entro il 2025.
Nel 2012 ha curato e promosso la “Carta Spreco Zero”, sottoscritta da Sindaci e Presidenti di Regioni, fondando successivamente l’associazione di Comuni Sprecozero.net. Nel 2013 ha costituito Waste Watcher, il primo Osservatorio nazionale sullo spreco alimentare domestico ed è stato nominato dal Ministro dell’Ambiente coordinatore del Piano Nazionale per la prevenzione dello Spreco Alimentare (PINPAS) e poi nel 2014 presidente del Comitato tecnico-scientifico del Piano Nazionale di Prevenzione Rifiuti (PNPR), confermato del 2017. Dal 2013 ha promosso, nell’ambito della Campagna, il Premio “Vivere a Spreco Zero”- che prende il nome dall’omonimo libro uscito per Marsilio -  rivolto ad enti, istituzioni, scuole, associazioni, cittadini che si sono distinti con progetti originali per contrastare lo spreco.
Ha ideato, nell’ambito delle attività del PINPAS, la “Giornata nazionale per la prevenzione dello spreco alimentare" che si è tenuta per la prima volta il 5 febbraio 2014 e da allora si svolge annualmente nello stesso giorno.
Il 29 settembre 2020, nell’ambito dell’evento organizzato dalle Nazioni Unite-FAO per celebrare la prima Giornata Internazionale di Consapevolezza delle perdite e degli sprechi alimentari è stato l’unico italiano ad intervenire. Nel 2021 ha presentato il Cross Country report di Waste Watcher International Observatory on Food and Sustainability, il primo osservatorio internazionale dedicato ai comportamenti di consumo per contrastare lo spreco alimentare e promuovere l’economia circolare lo sviluppo sostenibile. In occasione della celebrazione della X Giornata nazionale per la prevenzione dello spreco alimentare ha lanciato l’applicazione gratuita Sprecometro che misura l’impatto economico e ambientale di singoli e gruppi nella sfida di ridurre lo spreco domestico del 50% entro il 2030.
Nel 2025, in occasione della XII Giornata nazionale di prevenzione dello spreco alimentare, ha lanciato la Spreco Zero Challenge 2030 per raggiungere entro 5 anni l’Obiettivo 12.3 dell'Agenda ONU per lo sviluppo sostenibile.
Con “Globesity. La fame di potere” (2024) e successivamente il “Gelo profondo. Una nuova era glaciale” (2025) ha lanciato in Italia il romanzo di anticipazione realistica in forma di thriller.

## Opere
- Gelo Profondo. La nuova era glaciale. Climate thriller. (Minerva, Bologna 2025)
- La spesa nel carrello degli altri. L'Italia e l'impoverimento alimentare (con I. Pertot, pref. Matteo M. Zuppi, Baldini+Castoldi, Milano  2024)
- Globesity. La fame di potere. Food thriller (Minerva, Bologna 2024)
- Lo spreco alimentare in Italia e nel mondo. Quanto, cosa e perché. I rapporti dell'Osservatorio Waste Watcher International 2022-2023 (Castelvecchi, Roma, 2023)
- D(i)ritti al cibo. La mia playlist dallo spreco alla cittadinanza alimentare (Scienza Express, Trieste, 2022)
- L’insostenibile pesantezza dello spreco alimentare. Dallo spreco zero alla dieta mediterranea (Castelvecchi, Roma, 2022)
- Le parole del nostro tempo (con il card. Matteo Zuppi, EDB, Bologna 2020)
- A che ora è la fine del mondo. Scivolando verso il futuro (con I. Pertot, Edizioni Ambiente, Milano 2020)
- Il metodo spreco zero (BUR Rizzoli, Milano 2019)
- Il gusto per le cose giuste. Lettera alla generazione Z (Mondadori, Milano, 2017)
- Mangia come sai. Cibo che nutre, cibo che consuma” (EMI, Bologna, 2017)
- Spreco alimentare. Dal recupero alla prevenzione (Fondazione Feltrinelli, Milano, 2016)
- Cibo (Mulino, Bologna, 2015)
- L’oro nel piatto. Valore e valori del cibo (Einaudi, 2015)
- Primo non sprecare (RCS, Milano, 2014)
- Spreco (Rosenberg & Sellier, Torino, 2014)
- Vivere a spreco zero (Marsilio, Venezia, 2013)
- Il libro verde dello spreco: l’energia (con Matteo Vittuari, Edizioni Ambiente, Milano, 2013)
- Cucinare senza sprechi (Ponte alle Grazie, Milano, 2012)
- Il libro blu dello spreco: l’acqua (con Luca Falasconi, Edizioni Ambiente, Milano, 2012)
- Economia a colori (Einaudi, Torino, 2012)
- Transforming Food Waste into Resource (con Silvia Gaiani, Royal Chemistry Society, Cambridge, 2012)
- Il libro nero dello spreco: il cibo (con Luca Falasconi, Edizioni Ambiente, Milano, 2011)
- Basta il giusto (quando e quanto). Lettera a uno studente sulla società della sufficienza. Manifesto per un nuovo civismo ecologico, etico, economico (Altreconomia, Milano, 2011)
- Dialogo sullo –Spr+Eco. Formule per non alimentare lo spreco (con Massimo Cirri, Promomusic, Bologna 2010)
- Lezioni di ecostile. Consumare, crescere, vivere (Bruno Mondadori, Milano 2010)
- Last Minute Market. La banalità del bene e altre storie contro lo spreco (Pendragon, Bologna, 2010)
- L'analisi economica dell'agricoltura. Scritti in onore di Enzo Di Cocco (con Francesco Ferretti, Franco Angeli, Milano, 2009)
- Manuale di Politiche per lo sviluppo agricolo e sicurezza alimentare (Carocci, Roma, 2008)
- Elogio dello –spr+eco. Formule per una società sufficiente (EMI, Bologna, 2008)
- Il libro nero dell'agricoltura italiana (con Giorgio Amadei, Franco Angeli, Milano 2007)
- Dalla fame alla sazietà (con Alberto Grossi, Sellerio, Palermo 2007)
- Lo spreco utile. Trasformare lo spreco in risorsa con i Last Minute Market (Pendragon, Bologna, 2004)
- Abbondanza e scarsità nelle economie sviluppate (con Luca Falasconi, Franco Angeli, Milano 2002)
- La biblioteca magica (Franco Angeli, Milano, 2002)
- A Short Dictionary of the European Union's Common Agricultural Policy (Pitagora, BOLOGNA, 1999)
- Agricultural and Environmental Issues for Sustainable Development in Albania, (Besa, Lecce, 1999)
- Il laboratorio albanese (Besa, Lecce, 1999)
- I signori della transizione (Stampa Alternativa, Roma, 1999)
- Agricoltura e società in economie dinamiche (Franco Angeli, Milano, 1995)
- La rivoluzione bianca (Il Mulino, Bologna, 1994)
- Dynamique de la consommation e du système agro-alimentaire italien (IAM, Montpellier, 1990)

## Riconoscimenti
- Premio Sostenibilità, Confcooperative Friuli-Venezia Giulia, 2024, Gorizia
- Premio Internazionale Beato Padre Pino Puglisi, 2022, XVII edizione, Palermo
- Premio “San Giusto d'Oro 2020” (54° riconoscimento dell’Assostampa Friuli Venezia Giulia e dei Cronisti Giuliani per aver portato alto e dato lustro al nome della città di Trieste in Italia e nel mondo)
- Premio “Verdicchio d’Oro 2020” (55º Premio Nazionale per la Cultura enogastronomica)
- Premio “Stili di Vita per la Salute e il Benessere” 2019 (per meriti nel campo del contrasto allo spreco alimentare)
- Premio “WeFree San Patrignano” 2019 (per l’impegno nella salvaguardia del nostro mondo certi che il suo futuro passa anche dalle piccole abitudini quotidiane di ognuno di noi)
- Premio “Popoli Pop Cult Festival 2019” (per gli alti meriti scientifici e divulgativi dimostrati nella lotta allo spreco alimentare ed in un’ottica di un’economia circolare)
- Premio “Aldo F. Pessina” 2018 (per l’impegno a favore delle nuove generazioni in ambito culturale, scientifico, didattico, divulgativo)
- Premio “Giacomo Casanova” 2018 (per aver tramandato ai giovani “il gusto per le cose giuste”)
- Premio 3° Pietra Blu dal Distretto Rotary 2072, 2018 (per meriti nel campo del contrasto allo spreco alimentare)
- Premio 2° Pietra Blu dal Distretto Rotary 2072, 2017 (per meriti nel campo della solidarietà)
- Premio “Acqua Ambiente” 2015, Porretta Terme (per meriti scientifici)
- Capitano dell’Anno 2014 – Premio Città di Bologna (per l’ideazione del progetto Fabbrica Italiana Contadina presso il CAAB)
- Premio alla carriera 2014 dell’Associazione Internazionale di Comunicazione Ambientale (AICA), Torino
- Garganello d’oro 2014 Premio Città di Imola (per l’impegno e gli studi sul valore del cibo)
- Premio Internazionale Gerolamo Cardano Rotary Club Pavia Università di Pavia 2014 (per gli studi sulla sostenibilità ambientale e alimentare)
- Premio Vincenzo Dona 2013, Unione Nazionale Consumatori, Roma (per l’attività scientifica e divulgativa)
- Premio Artusi 2012 – Casa Artusi, Forlimpopoli (per l’impegno contro lo spreco alimentare)
- Premio Protagonista Corriere Ortofrutticolo 2012, Verona (per il rilancio del Centro AgroAlimentare di Bologna)
- Green Award e.qo Ong 2012, Parlamento Europeo  (per l’alta espressione di etica, di cultura di valori umani e di rispetto e valorizzazione dell'ambiente)
- Agrestino 2012, Nizza Monferrato (per la costante azione volta a favorire la costruzione di una società a misura d’uomo, che fonda la sua ragion d’essere sulla terra, i suoi uomini, le sue produzioni, il suo ambiente)
- Premio Pietra Blu dal Rotary Club Bologna Ovest, 2012 (per meriti nel campo della solidarietà)
- Premio Città di Sasso Marconi 2011, ex aequo con il prof. Vincenzo Balzani (per la comunicazione ambientale)
- Campione per l’Economia City Angels 2011, Milano (come riconoscimento del valore dell’impegno profuso nel recupero di beni invenduti a favore di enti caritativi e delle fasce meno abbienti della popolazione)
- Premio Mediterraneo 2011 della Fiera Internazionale di Foggia (per meriti scientifici)
- Premio Internazionale Ator Pal Mont 2011 (per aver ideato e sviluppato i progetti Last Minute Market)
- Premio 2008 dell’Associazione Internazionale dei Lions Club (per meriti nel campo della solidarietà)
- XXXV Premio Scanno “Riccardo Tanturri”, 2007, Scanno (per gli studi sull’alimentazione)
- Premio Paul Harris Fellow 2006 del Rotary International (per meriti nel campo della solidarietà)
- Premio Luigi Perdisa 1992 per la miglior tesi di dottorato di ricerca in Economia e Politica agraria
- Premio del Centro Nazionale della Ricerca (CNR) 1991 (per il contributo offerto alla ricerca nel settore agroalimentare negli Stati Uniti)
- Premio Cesare Zucchini 1985 per la miglior tesi di laurea in Scienze Agrarie.

## Onorificenze
- Commendatore dell’Ordine “Al Merito della Repubblica Italiana”, Presidente della Repubblica, 2 giugno 2015